# Lana Clarkson
Pour les articles homonymes, voir Clarkson.
Lana Jean Clarkson, née le 5 avril 1962 à Long Beach en Californie et morte assassinée le 3 février 2003 à Alhambra en Californie, est une  actrice américaine, spécialisée dans les films de série B, de science-fiction et films fantastiques. 
Elle a été tuée par le producteur et compositeur Phil Spector, reconnu coupable du meurtre le 13 avril 2009.

## Biographie

### Carrière
Originaire de la région de Los Angeles en Californie, Lana Clarkson débute comme mannequin, avant de poursuivre une carrière d'actrice à partir de 1982, où elle fait ses débuts dans la comédie Ça chauffe au lycée Ridgemont, aux côtés de Sean Penn et Jennifer Jason Leigh. Elle fait également une courte apparition dans le film Scarface (1983).
Dans les années 1980-1990, elle apparaît dans de nombreuses séries télévisées telles que L'Agence tous risques, Madame est servie, Les Dessous de Palm Beach ou encore Histoires fantastiques. 
Cependant, l'actrice est davantage connue pour ses participations dans plusieurs films de série B, en particulier dans des productions de Roger Corman et dans des films d'Heroic fantasy. Parmi eux, on peut noter Deathstalker (1983) et Barbarian Queen (1985), dont une suite sera tournée en 1992. En 1987, elle tourne également dans la comédie à sketches Cheeseburger film sandwich sous la direction de John Landis, qui réunit également Phil Hartman et Michelle Pfeiffer.
À la fin des années 1990, sa carrière d'actrice ralentit, elle travaille alors parallèlement comme mannequin, puis comme hôtesse dans l'établissement House of Blues à West Hollywood.

### Mort
Lana Clarkson est retrouvée morte le 3 février 2003 au domicile du producteur et compositeur Phil Spector. Ce dernier n'est reconnu coupable que le 29 mai 2009, au terme d'un second procès très médiatisé, de meurtre au second degré sans préméditation et port d'arme prohibé d'un Colt Cobra .38 Special. Il est condamné à 19 ans de prison et y meurt à 81 ans en janvier 2021.

## Filmographie

### Cinéma
- 1982 : Ça chauffe au lycée Ridgemont (Fast Times at Ridgemont High) : Mme Vargas
- 1982 : Où est passée mon idole ? (My Favorite Year) (non créditée)
- 1983 : Female Mercenaries :
- 1983 : Brainstorm : (non créditée)
- 1983 : Deathstalker : Keira
- 1983 : Scarface : fille du Babylon Club
- 1984 : Onde de choc (Blind Date) : Rachel
- 1985 : Barbarian Queen : Amethea
- 1987 : Cheeseburger film sandwich (segment Amazon Women on the Moon) : Alpha Beta
- 1989 : Les Magiciens du royaume perdu II (Wizards of the Lost Kingdom II) : Amathea
- 1990 : The Haunting of Morella : Coel
- 1992 : Barbarian Queen II: The Empress Strikes Back : Princesse Athalia
- 1997 : Vice Girls : Jan Cooper
- 1997 : Love in Paris (segment Another Nine & a Half Weeks) : une femme au Fashion Show
- 2000 : Little Man on Campus : Joyce
- 2001 : March : Dr Ellen Taylor

### Télévision
- 1983 : Three's Company (série TV) (1 épisode) : Sharon Gordon
- 1983 : The Jeffersons (série TV) (1 épisode) : Sophia
- 1984 : Brothers (série TV) (1 épisode) : Vanessa
- 1984 : Mike Hammer (série TV) (1 épisode) :
- 1984 : Riptide (série TV) (1 épisode) : Kelly
- 1984 : K 2000 (série TV) (1 épisode) : Marilyn
- 1984 : Madame est servie (série TV) (1 épisode) : Nanette
- 1985 : L'Agence tous risques (série TV) (1 épisode) : la petite amie de Sonny Monroe
- 1985 : George Burns Comedy Week (en) (série TV) (1 épisode) : la bibliothécaire
- 1986 : Hôtel (série TV) (1 épisode) : Sheila Carlson
- 1986 : Histoires fantastiques (série TV) (1 épisode) : Mme Allure
- 1986 : La croisière s'amuse (série TV) (1 épisode) : Angela
- 1988 : It's a Living (série TV) (1 épisode) : Fawn
- 1990 : Tribunal de nuit (2 épisodes) : Miss Corland / Carey
- 1992 : Wings (série TV) (1 épisode) : Janine
- 1993 - 1995 : Les Dessous de Palm Beach (série TV) (2 épisodes) : Ula Kurtz / Angela Martin
- 1996 : Night Stand (série TV) (1 épisode) : Jamie
- 1996 : Mike Land, détective (série TV) (1 épisode) : Kay
- 2000 : La Loi du fugitif (série TV) (1 épisode) : Marta
- 2001 : Black Scorpion (série TV) (2 épisodes) : Dr Sarah Bellum
- 2001 : Il était une fois James Dean (Téléfilm) : Jayne Mansfield